# Zsuffa Ákos
Zsuffa Ákos (Budapest, 1977. május 16. –) – a Felnőttképzők Szövetségének (FVSZ) elnöke, szakokleveles szabályozási szakjogász. A Szakképzési Innovációs Tanács  valamint a Társadalmi Mobilitási Szakértői Bizottság tagja.

## Életpályája
1995-ben kezdte meg jogi tanulmányait az ELTE Állam-és Jogtudományi Karán, 2000-ben avatták doktorrá. Szakokleveles szabályozási szakjogász végzettségét 2006-ban, az ELTE Jogi Továbbképző Intézetében szerezte meg, ezt követően tanulmányokat folytatott MBA képzésen, illetve az ELTE Doktori Iskola hallgatójaként PhD abszolutóriumot szerzett 2004-ben.
2000-től tíz évig dolgozott a Budapesti Kommunikációs és Üzleti Főiskolán (ma: Budapesti Metropolitan Egyetem), ahol szakképzési, idővel felnőttképzési, később marketing és kommunikációs, majd stratégiai igazgató lett.  2005 és 2011 között jogi szakértőként tagja nemzetközi kutatócsoportoknak (IDEA, EPIC, UNDEF). 2011 óta saját vállalkozásokat vezet a humán fejlesztések és a turizmus területén, emellett külső szakértői munkákat vállal. 2010-ben az Akkreditált Felnőttképzési Intézmények Országos Egyesületének elnöke lett. A TOP100 magyar találmány közé bekerült PractiWork kompetencia mérési és fejlesztési rendszer egyik partnere, amely a kékgalléros munkaerő kiválasztásával és megtartásával foglalkozik, valamint a PractiKID egyik alapítója, amely képességméréssel tanulási predikciókat, nehézségeket határoz meg.
Neves hazai felsőoktatási intézményekben végzett oktatói (ELTE, SZIE, Budapesti Metropolitan Egyetem, Corvinus-Századvég) munkájának köszönhetően közel huszonöt éves oktatói tapasztalattal rendelkezik, melyet tucatnyi tréningen és konferencián tartott előadás egészít ki. Tizenöt éve aktívan tevékenykedik a projekttervezés- és projektmenedzsment több területén (pályázatírás, pályázati előértékelés, monitoring). Felnőttképzéssel foglalkozó cikkek, tanulmányok és almanachok szerzője, szerkesztője. Részt vett a Digitális Oktatási Stratégia felnőttképzési pillérének helyzetelemző munkájában. Számos külföldi pályázati és felnőttképzési témájú kurzus és program résztvevője Szlovéniában, Olaszországban, Görögországban, Írországban és Spanyolországban.

## Publikációi
- 2022 Nagy lehetőség a cégeknek a munkaerőhiány mellett: újranyílik egy képzési EU pályázat, jóval kedvezőbb feltételek vannak, Portfolio
- 2022 Százmilliókat vesztegetnek el a vállalkozások képzésre, Index [4]
- 2022 Lassan végleg búcsúzik az OKJ, de a felnőttképzés megtalálta a maga útját, VG Online
- 2021 Teljesen átalakult a szakképzés: OKJ helyett már szakmajegyzék van, Index
- 2021 Nagyobb fordulatra vált a felnőttképzés, Figyelő
- 2020 Az OKJ-s képzéseknél is átállnak az online oktatásra, Index
- 2019 Hamarosan megváltozhat több millió dolgozó élete, VG Online
- 2009 Kulcskompetenciák fejlesztése, Tanulás életfogytig?, HVG Online
- 2008 A kommunikáció és a felnőttképzés kapcsolódási területei, 2008, Budapest, kiadó: NSZFI, in: A felnőttképzés szervezése,p. 15.-68.
- 2005 Bologna a hallgatók szemszögéből, kutatási anyag, V. Országos Neveléstudományi Konferencia,
- 2005 Önkormányzati kikicsoda 2005, szerkesztő
- 2005 II. Felsőoktatási Marketing Konferencia - konferenciakötet, Egy magánfőiskola kommunikációs eszközei
- 2005 Felnőttképzési Almanach 2005, szerkesztő
- 2003 Kommunikáció, Gazdaság, Média folyóirat, A szólásszabadság határa
- 2002 E-kereskedelem - főiskolai tankönyv, szerkesztő
- 2001 Európa 2002, Az e-kereskedelem jogi szabályrendszere
- 1997 Parlamenti levelek, Dánia alkotmánya